# Catedral de Todos los Santos (El Cairo)
La Catedral de Todos los Santos fue consagrada en 1988 y la sede de la Diócesis Anglicana episcopal de Egipto en el norte de África y el Cuerno de África. La catedral se encuentra cerca del hotel Marriott en Zamalek, una zona residencial de la ciudad que se encuentra en una isla en medio del río Nilo, en El Cairo. El edificio y los terrenos fueron donados por el gobierno egipcio.
El complejo de la catedral también alberga las oficinas diocesanas del obispo y diversos servicios, tales como la ONG de la Diócesis EpiscoCare, que sirve a las comunidades de refugiados de El Cairo. La iglesia alberga una gran variedad de congregaciones, entre las cuales las más importantes son las de los árabes, los ingleses y los sudaneses, aunque otras comunidades también utilizan los locales para el culto.